# Michael Janyk
Michael Janyk (Vancouver, 22 maart 1982) is een Canadees voormalig alpineskiër, die gespecialiseerd is in de slalom en de combinatie. Zijn zus, Britt, was eveneens een alpineskiester.

## Carrière
Janyk maakte zijn wereldbekerdebuut met een klassering in het seizoen 2004-2005. Zijn beste prestatie in de wereldbeker is de tweede plaats op de slalom in Beaver Creek in 2006.
Bij de wereldkampioenschappen van 2005 in Bormio werd hij 11e op de slalom. In 2006 maakte hij vervolgens zijn olympisch debuut en werd hier 17e op de slalom. Bij de wereldkampioenschappen van 2007 in Åre bereikte hij op de slalom de zesde plaats.
Na twee teleurstellende seizoenen vond hij in het seizoen 2008-2009 weer zijn draai. De bekroning op deze comeback was de bronzen medaille op de slalom op het WK van 2009 in Val d'Isère.
In 2010 nam Janyk een tweede keer deel aan de OS. Hij werd 13e op de slalom en 26e op de supercombinatie. Vier jaar later, op de Olympische Spelen in Sotsji eindigde Janyk 16e op de slalom.
Op 9 maart 2014 kondigde Janyk zijn afscheid aan.

## Resultaten

### Wereldkampioenschappen
| Jaar | Plaats      | Resultaten                    |
| ---- | ----------- | ----------------------------- |
| 2005 | Bormio      | 11e Slalom                    |
| 2007 | Åre         | 6e Slalom 22e Supercombinatie |
| 2009 | Val-d'Isère | Slalom · 32e Reuzenslalom     |
| 2011 | Garmisch-P. | DNF Slalom                    |
| 2013 | Schladming  | 14e Slalom                    |

### Olympische Spelen
| Jaar | Plaats    | Resultaten                     |
| ---- | --------- | ------------------------------ |
| 2006 | Sestriere | 17e Slalom                     |
| 2010 | Vancouver | 13e Slalom 26e Supercombinatie |
| 2014 | Vancouver | 16e Slalom                     |

### Wereldbeker

#### Eindklasseringen
| Seizoen   | Algm | SL  | SC  |
| --------- | ---- | --- | --- |
| 2004/2005 | 55e  | 17e | -   |
| 2005/2006 | 61e  | 20e | -   |
| 2006/2007 | 33e  | 7e  | 44e |
| 2007/2008 | 101e | 40e | -   |
| 2008/2009 | 56e  | 20e | -   |
| 2009/2010 | 25e  | 9e  | -   |
| 2010/2011 | 39e  | 13e | -   |
| 2011/2012 | 59e  | 21e | -   |
| 2012/2013 | 93e  | 35e | -   |
| 2013/2014 | 79e  | 28e | -   |